# Atanas Pashev
Atanas Pashev (Pazardzhik, 21 de novembro de 1963) é um ex-futebolista profissional búlgaro, que atuava como meia.

## Carreira
Atanas Pashev fez parte do elenco da Seleção Búlgara de Futebol da Copa do Mundo de 1986 